# Isaiah Joe
Derrick Isaiah Joe (Arkansas, 2 de julho de 1999) é um jogador norte-americano de basquete profissional que atualmente joga no Oklahoma City Thunder da National Basketball Association (NBA).
Ele jogou basquete universitário na Universidade do Arkansas e foi selecionado pelo Philadelphia 76ers como a 49ª escolha geral no draft da NBA de 2020.

## Início da vida e carreira no ensino médio
Joe cresceu em Fort Smith, Arkansas e estudou na Northside High School. Ele acertou 41% dos arremessos de três pontos em sua segunda temporada e se comprometeu a jogar basquete universitário na Universidade do Arkansas durante o verão, rejeitando as ofertas de Alabama e Arkansas-Little Rock.
Em seu terceiro ano, Joe teve médias de 18,8 pontos, 4,5 rebotes e 2,2 roubos de bola e ajudou a levar a equipe ao título estadual da Associação de Atividades de Arkansas (AAA) 7A e foi nomeado para a Primeira-Equipe All-State. Em seu último ano, ele teve médias de 22,8 pontos, 4,4 rebotes, 3,4 assistências e 2,9 roubos de bola e foi nomeado o Jogador do Ano Gatorade de Arkansas e o Jogador Estadual do Ano pela USA Today ao liderar Northside à final estadual antes de perder para a North Little Rock High School.

## Carreira universitária
Como calouro, Joe teve médias de 13,9 pontos, 2,8 rebotes, 1,7 assistências e 1,5 roubos de bola em 34 jogos e foi nomeado para a Equipe de Novatos da Southeastern Conference (SEC). Ele acertou 113 cestas de três pontos em 273 tentativas (41,4%), quebrando o recorde de Arkansas anteriormente detido por Scotty Thurman (102) e empatando o recorde de um calouro na SEC, ao mesmo tempo que liderou a conferência em porcentagem de acerto de três pontos. Ele também foi nomeado o Jogador da Semana da SEC após marcar 34 pontos contra FIU em 1º de dezembro de 2018.
Em 2 de janeiro de 2020, Joe foi nomeado o Co-Jogador da Semana da SEC após um desempenho de 24 pontos e cinco rebotes em uma vitória de 71-64 contra Indiana. Em 12 de janeiro, ele marcou 34 pontos, incluindo 26 no segundo tempo, para liderar Arkansas em uma vitória por 76-72 sobre Ole Miss.
Em 4 de fevereiro, Joe foi submetido a um procedimento artroscópico no joelho depois que uma ressonância magnética revelou uma inflamação. Em seu segundo ano, ele teve médias de 16,9 pontos e 4,1 rebotes. Após a temporada, ele se declarou para o draft da NBA de 2020. Em 1º de agosto, Joe anunciou que estava se retirando do draft e voltando para Arkansas. No entanto, em 17 de agosto, ele reverteu o curso e deixou Arkansas para ingressar na carreira profissional.

## Carreira profissional

### Philadelphia 76ers (2020–2022)
Joe foi selecionado pelo Philadelphia 76ers como a 49ª escolha geral no draft da NBA de 2020. Em 3 de dezembro, ele assinou um contrato de 3 anos e US$ 4 milhões com os 76ers.
Em 27 de dezembro de 2020, Joe fez sua estreia na NBA jogando sete minutos e registrando dois pontos, uma assistência e um roubo de bola na derrota por 118-94 para o Cleveland Cavaliers. Em 13 de outubro de 2022, ele foi dispensado.

### Oklahoma City Thunder (2022–Presente)
Em 16 de outubro de 2022, Joe assinou um contrato de 3 anoos e US$5.9 milhões com o Oklahoma City Thunder. Em 24 de fevereiro de 2023, Joe marcou 28 pontos, o recorde de sua carreira, na derrota por 124-115 para o Phoenix Suns.
Em 16 de novembro de 2023, Joe fez todas as 7 tentativas de 3 pontos em uma vitória de 128–109 contra o Golden State Warriors.
Em 7 de julho de 2024, Joe assinou um contrato de 4 anos e US$48 milhões com o Thunder.

## Estatísticas da carreira

### NBA

#### Temporada regular
| Ano      | Equipe        | PJ  | PT | MPJ  | AP   | 3P   | LL   | RT  | AS  | BR | TO | PPJ |
| -------- | ------------- | --- | -- | ---- | ---- | ---- | ---- | --- | --- | -- | -- | --- |
| 2020–21  | Philadelphia  | 41  | 1  | 9.3  | .361 | .368 | .750 | .9  | .5  | .3 | .1 | 3.7 |
| 2021–22  | Philadelphia  | 55  | 1  | 11.1 | .350 | .333 | .935 | 1.0 | .6  | .3 | .1 | 3.6 |
| 2022–23  | Oklahoma City | 73  | 10 | 19.1 | .441 | .409 | .820 | 2.4 | 1.2 | .7 | .1 | 9.5 |
| 2023–24  | Oklahoma City | 78  | 1  | 18.5 | .458 | .416 | .865 | 2.3 | 1.3 | .6 | .3 | 8.2 |
| Carreira | Carreira      | 247 | 13 | 14.5 | .402 | .381 | .842 | 1.6 | .8  | .4 | .1 | 6.2 |

#### Play-In
| Ano  | Equipe        | PJ | PT | MPJ  | AP   | 3P   | LL | RT  | AS  | BR | TO | PPJ |
| ---- | ------------- | -- | -- | ---- | ---- | ---- | -- | --- | --- | -- | -- | --- |
| 2023 | Oklahoma City | 2  | 0  | 20.2 | .286 | .250 | –  | 2.0 | 1.0 | .0 | .5 | 5.0 |

#### Playoffs
| Ano      | Equipe        | PJ | PT | MPJ  | AP   | 3P   | LL | RT  | AS  | BR | TO | PPJ |
| -------- | ------------- | -- | -- | ---- | ---- | ---- | -- | --- | --- | -- | -- | --- |
| 2021     | Philadelphia  | 4  | 0  | 2.3  | .333 | .000 | —  | .0  | .3  | .0 | .0 | .5  |
| 2022     | Philadelphia  | 7  | 0  | 2.1  | .400 | .333 | —  | .3  | .0  | .0 | .0 | .7  |
| 2024     | Oklahoma City | 10 | 2  | 17.3 | .444 | .410 | —  | 2.2 | 1.0 | .5 | .0 | 6.4 |
| Carreira | Carreira      | 21 | 2  | 7.2  | .492 | .247 | —  | .8  | .4  | .1 | .0 | 2.5 |

### Universitário
| Ano      | Equipe   | PJ | PT | MPJ  | AP   | 3P   | LL   | RT  | AS  | BR  | TO | PPJ  |
| -------- | -------- | -- | -- | ---- | ---- | ---- | ---- | --- | --- | --- | -- | ---- |
| 2018–19  | Arkansas | 34 | 34 | 30.1 | .413 | .414 | .756 | 2.8 | 1.7 | 1.5 | .1 | 13.9 |
| 2019–20  | Arkansas | 26 | 25 | 36.1 | .367 | .342 | .890 | 4.1 | 1.7 | 1.4 | .3 | 16.9 |
| Carreira | Carreira | 60 | 59 | 33.1 | .390 | .378 | .823 | 3.4 | 1.7 | 1.4 | .2 | 15.3 |

Fonte: